# William H. Douglas
William Harris Douglas (* 5. Dezember 1853 in New York City; † 27. Januar 1944 ebenda) war ein US-amerikanischer Politiker. Zwischen 1901 und 1905 vertrat er den Bundesstaat New York im US-Repräsentantenhaus.

## Werdegang
William Harris Douglas wurde ungefähr fünfeinhalb Jahre nach dem Ende des Mexikanisch-Amerikanischen Krieges in New York City geboren und wuchs dort auf. In dieser Zeit besuchte er Privatschulen und das City College of New York. Er war im Export- und Importhandel tätig. Politisch gehörte er der Republikanischen Partei an. Bei den Kongresswahlen des Jahres 1900 für den 57. Kongress wurde Douglas im 14. Wahlbezirk von New York in das US-Repräsentantenhaus in Washington, D.C. gewählt, wo er am 4. März 1901 die Nachfolge von William A. Chanler antrat. Nach einer erfolgreichen Wiederwahl verzichtete er im Jahr 1904 auf eine erneute Kandidatur und schied nach dem 3. März 1905 aus dem Kongress aus. Danach ging er wieder seinen früheren Geschäften nach. Er nahm als Delegierter in den Jahren 1908, 1912 und 1916 an den Republican National Conventions teil. Am 27. Januar 1944 starb er in New York City und wurde auf dem Sleepy Hollow Cemetery in Tarrytown beigesetzt. Zu jenem Zeitpunkt tobte der Zweite Weltkrieg.